# Julian Beever

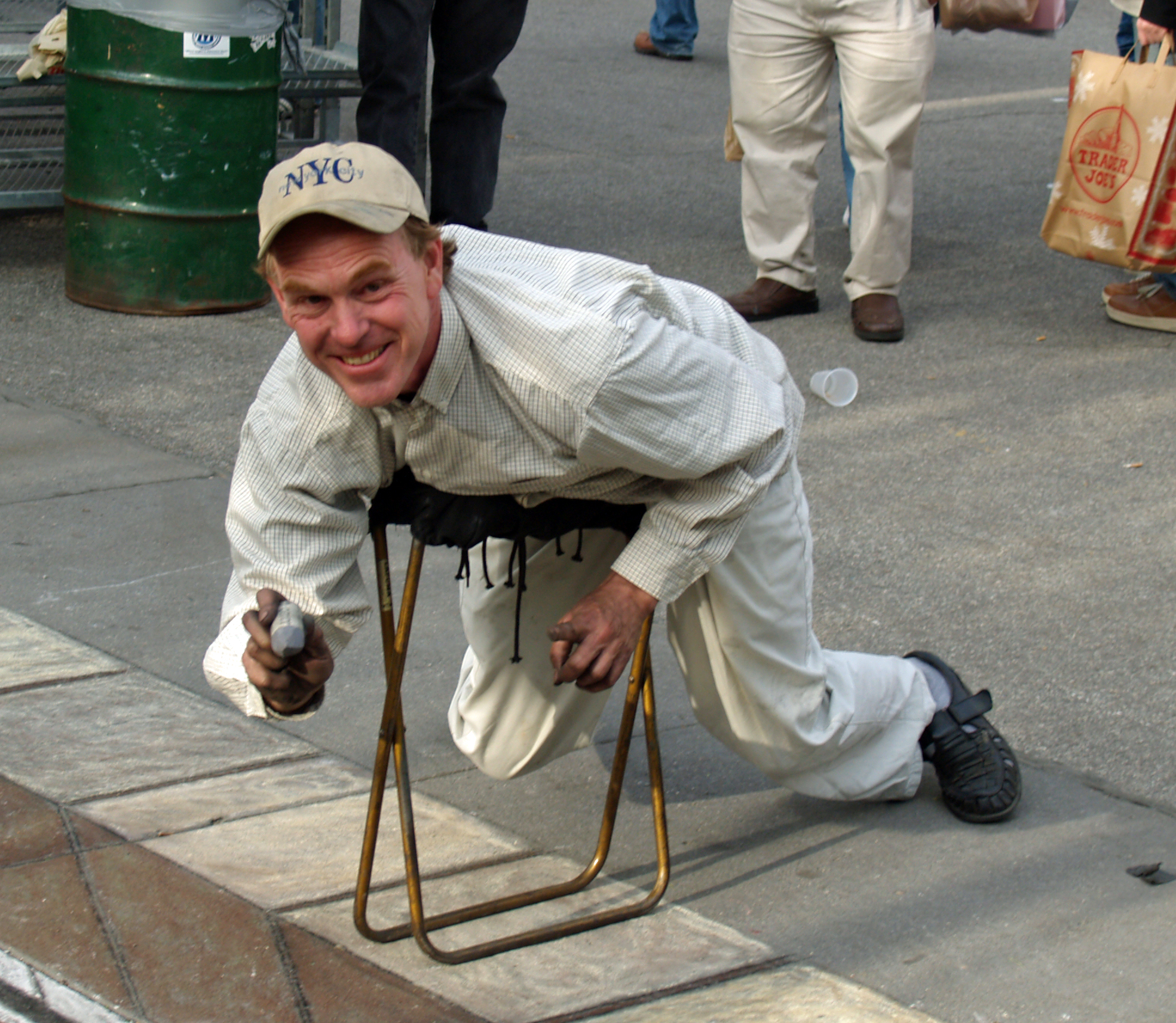
Julian Beever

Julian Beever (Cheltenham, 1959) is een Brits kunstenaar, vooral bekend om zijn anamorfe stoeptekeningen met gebruik van trompe-l'oeil en humor.
Vanaf een voorbedachte plek wekken zijn tekeningen de illusie van 3D. Sommige van zijn werken zijn gesponsord, zoals de Mountain Dew (frisdrank) in een tekening op Union Square in New York.
Hij maakt ook muurtekeningen en replica's van 'oude meesters'. In augustus 2008 tekende hij in de Koopgoot in Rotterdam.